# Aufbahrung

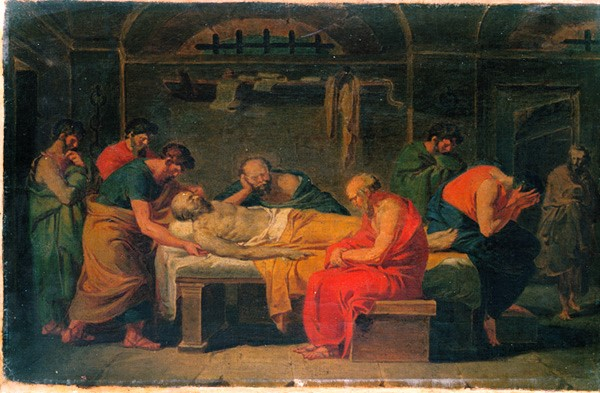
Vincenzo Camuccini: Aufbahrung des Sokrates (Gemälde um 1800)

Aufbahrung ist das offene oder geschlossene Aufstellen eines Verstorbenen auf einer Bahre oder Liege während eines gesetzlich bestimmten oder eines behördlich genehmigten Zeitraumes in öffentlichen oder privaten Räumlichkeiten vor der Beerdigung auf einer Totenbahre oder in einem Sarg.

## Maßnahmen vor der Aufbahrung
Nach Eintritt des Todes muss zunächst ein Arzt eine Leichenschau vornehmen und die Freigabe durch die Todesbescheinigung (auch Leichenschauschein oder Totenschein genannt) erklären. Ist die Todesbescheinigung ordnungsgemäß ausgestellt und liegt keine meldepflichtige Infektionskrankheit vor, sollte eine hygienische Versorgung am Leichnam durchgeführt werden. Zur längeren oder unter bestimmten Gegebenheiten (Verletzungen, Verfärbungen) bedingten Aufbahrung ist eine thanatopraktische Behandlung üblich. Dies ermöglicht eine hygienisch und ästhetisch unbedenkliche Aufbahrung im offenen Sarg. Der Leichnam wird zudem nach der Versorgung oder Behandlung mit persönlicher Kleidung oder einem Totenhemd bekleidet.

## Mögliche Orte für eine Aufbahrung
Es besteht die Möglichkeit, den Verstorbenen im Sterbehaus zu behalten, um ihn dort – je nach Landesrecht fristgemäß – aufzubahren, auch die Aufbahrung zuhause muss unter Beachtung der jeweiligen gesetzlichen (Länder-)Regelungen erfolgen. Die gesetzlichen Grundlagen dafür sind in den einzelnen deutschen Bundesländern verschieden.  Ein Leichnam kann ferner in der Aufbahrungshalle eines Friedhofs, eines Bestattungsunternehmens oder in einer Kirche aufgebahrt werden, insofern die gesetzlich bestimmten Voraussetzungen erfüllt sind.

## Offene und geschlossene Aufbahrung

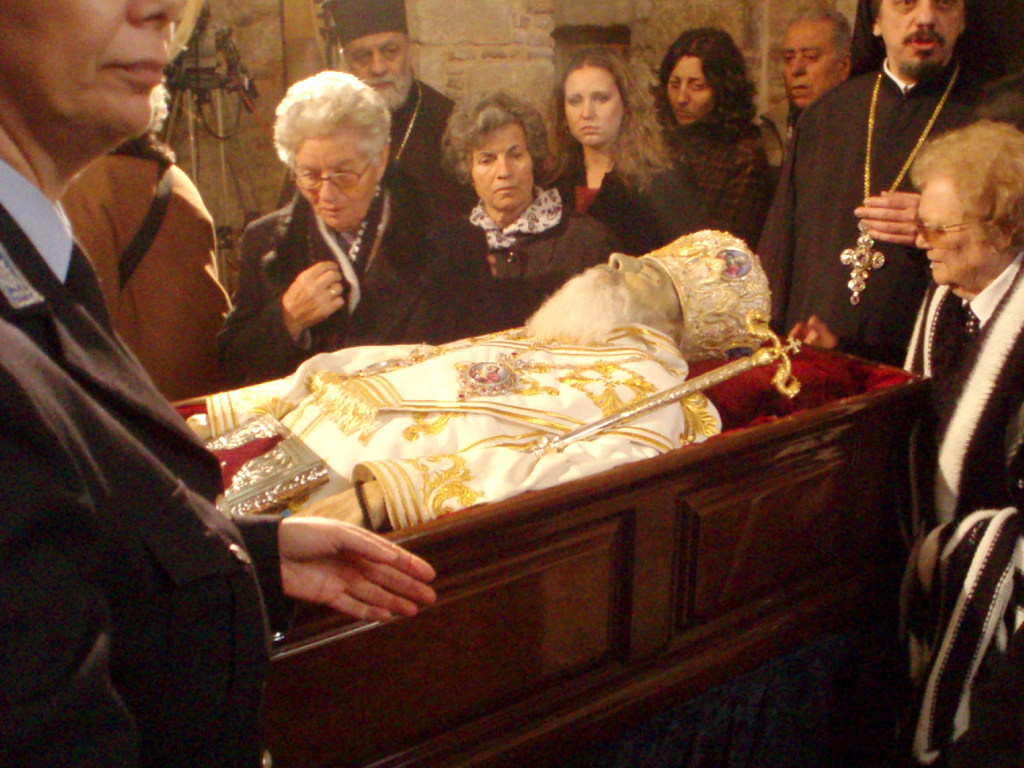
Offene Aufbahrung – Gläubige nehmen Abschied

Es wird in zwei Formen der Aufbahrung unterschieden, die offene und die geschlossene Aufbahrung. Die geschlossene Form ist die mit etwa 90 Prozent überwiegend gewählte Aufbahrungsart. Bei der geschlossenen Aufbahrung wird der Verstorbene in einem verschlossenen Sarg aufgebahrt. Bei der offenen Variante wird der Leichnam in den geöffneten Sarg oder auf eine Bahre gelegt und kann so von den Angehörigen betrachtet werden. Bei der jüdischen Bestattung wird keine offene Aufbahrung durchgeführt.

## Funktion der Aufbahrung
Die Aufbahrung ist für manche Menschen ein wichtiges Element der Trauerbewältigung. Gerade das offene Aufbahren macht den Tod des Verstorbenen deutlich und kann  bei der Verarbeitung der Geschehnisse helfen, insbesondere wenn der Todesfall plötzlich eingetreten war. Oft vermissen Angehörige die Möglichkeit, sich „in Ruhe“ zu verabschieden; dies wird durch die Aufbahrung möglich. Bei der offenen Aufbahrung kann man den Verstorbenen noch sehen und sich so in Ruhe verabschieden, dabei kann der Leichnam berührt werden, was nicht schädlich ist.
Manche Bestattungsunternehmen bieten die Möglichkeit, dass Angehörige vor der Aufbahrung bei der Waschung des Verstorbenen helfen, als eine Hilfe beim Trauern. Die Aufbahrung kann der Totenwache dienen, einem Brauch, um sich von dem Verstorbenen am offenen Sarg zu verabschieden. Als die meisten Menschen noch zu Hause starben, wurde die Totenwache in Deutschland in vielen Familien praktiziert. Noch in den 1950er Jahren war die Vorbereitung des Verstorbenen durch Verwandte verbreitet.